# Симфонія № 104 (Гайдн)
Симфонія № 104, ре мажор, (Hoboken 1/104) Йозефа Гайдна була написана 1795 року. Остання з 12 лондонських симфоній композитора. В Німеччині відома як Симфонія Пітера Саломона за ім'ям продюсера двох лондонських турне Гайдна, щоправда ця симфонія поряд із двома іншими була написана скоріше для Опери Віотті, ніж Саломона.
Прем'єра симфонії відбулася в Королівському театрі 4 травня 1795 року під управлінням автора. Прем’єра була успішною. Автор заробив 4000 австро-угорських гульденів, що на його думку було можливим лише в Англії."

## Структура
1. Adagio – Allegro
2. Andante
3. Menuetto and Trio: Allegro
4. Finale: Spiritoso

### І частина
Перша частина написана в сонатній формі з великою інтродуцкією в повільному темпі. Перші такти інтродукції:

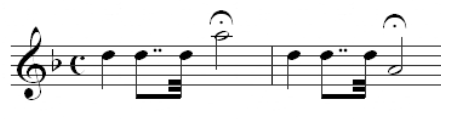
Opening bars of the first movement

Основний матеріал викладено на alla breve. Головна партія виконується струнною групою:  

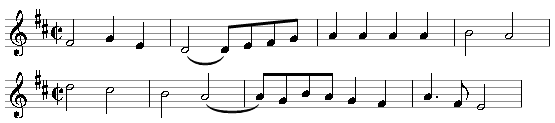
Головна партія першої частини

Побічна партія тематично є тотожною головній, але викладена в тональності домінанти (ля мажор), її виконують струнні разом із дерев'яними духовими. Експозиція завершується кодою. Розробка починається в тональності VI ступеню (сі мінор) і використовує ритмічний малюнок другої частини головної теми. завершується розробка тутті оркестру. У репризі головна тема звучить в основній тональності, але використовуються повторювані ритмічні моделі її другої частини у виконанні дерев'яних духових. Частина закінчується кодою, також в ре мажорі.

### ІІ частина
Друга частина написана в соль мажорі, у варіаційній формі. Тема — світлого характеру, викладена у струнних, а за другим проведенням — разом в октаву із фаготом. У варіаціях застосовано модуляції в соль мінор та Сі-бемоль мажор, тема зазнає ритмічних видозмін, підсилюється роль духових інструментів, особливо флейти.

### ІІІ частина
Третя частина являє собою менует і тріо в тональності ре мажор. Менует написано в тричастинній формі, середня частина — в паралельній (сі мінор) та домінантовій тональностях (ля мажор). Тріо — також в тричастинній формі, в тональності Сі-бемоль мажор і середньою частиною в паралельній — соль мінорі. В тріо, як і в попередній частині, тему проводять скрипки і фагот в октаву.

### IV частина

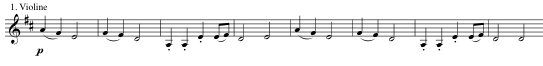
Opening theme of the final movement

Фінал написаний у сонатній формі й швидкому темпі. Використовуються фольклорні мотиви, зокрема бурдон, вважається, що головна тема запозичена з хорватського фольклору. Розробка написана в тональності домінанти і містить додатковий епізод у фа-дієз мінорі, після якого звучить реприза в основній тональності.

## Ноти і література
- Symphony No. 104: Ноти на сайті International Music Score Library Project.
- Клавір (pdf) [Архівовано 28 вересня 2007 у Wayback Machine.]
- А. Кенигбсерг симфония №104 [Архівовано 27 жовтня 2018 у Wayback Machine.] // belcanto.ru